# NGC 2488
NGC 2488 je galaksija u zviježđu Risu.

## Vanjske poveznice
- SEDS: NGC 2488